# جکوزی ماشین زمان ۲
«جکوزی ماشین زمان ۲» (انگلیسی: Hot Tub Time Machine 2) فیلمی در ژانر کمدی به کارگردانی استیون پینک است که در سال ۲۰۱۵ منتشر شد.
این فیلم دنباله فیلم جکوزی ماشین زمان ساخته شد.